# Acádia (cidade)

O Império Acádio no Oriente Próximo e a área geral da cidade

Acádia (em acádio: 𒀀𒂵𒉈𒆠; romaniz.: Agadé ou o bíblico Acade) foi uma cidade da Mesopotâmia e capital do Império Acádio, a força política dominante na região pelo fim do III milênio a.C.. Sua existência é conhecida apenas através de fontes textuais; sua localização ainda é incerta, embora os estudiosos tenham proposto uma série de sítios diferentes. Sugestões mais recentes situam-na a leste do rio Tigre.

## Acádia nas fontes textuais

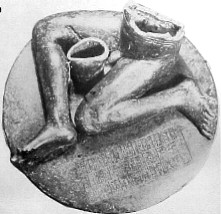
Estátua Bassetki do reinado de Narã-Sim da Acádia com uma inscrição mencionando a construção de um templo na Acádia

Antes da Acádia ser identificada nos textos cuneiformes mesopotâmios, a cidade foi conhecida apenas através de uma única referência em Gênesis 10:10 onde está escrito אַכַּד (Accad). A cidade da Acádia é citada mais de 160 vezes nas fontes cuneiformes que variam em datação desde o próprio período acádio (2350–2170 ou 2230-2050 a.C., de acordo com, respectivamente, a cronologia curta ou média) ao século VI a.C.. O nome da cidade é escrito como a-ga-dèKI ou URIKI, que é variadamente transcrito em português como Acádia, Acade ou Ágade. A etimologia de a-ga-dè é incerta, embora se sabe que não é acadiana. Etimologias suméria, hurrita e lulubeana foram propostas em vez disso. A origem não-acadiana do nome da cidade sugere que o sítio já podia ter sido ocupado em períodos pré-sargônicos, como também sugerido pela menção da cidade em um ano pré-sargônico. A inscrição na Estátua Bassetki registra que os habitantes da Acádia construíram um templo para Narã-Sim após ele ter esmagado uma revolta contra seu governante.
A principal deusa da Acádia foi Istar, que foi chamada ‘Aštar-annunîtum ou "Istar Guerreira" e que foi identificada com a deusa suméria Inana. O marido dela, Ilaba, também foi reverenciado na Acádia. Istar e Ilaba foram mais tarde cultuados em Sipar durante o Império Paleobabilônico, possivelmente porque a Acádia tinha sido destruída por este tempo.

## Localização da Acádia
A localização da Acádia é desconhecida, mas ao longo dos anos estudiosos têm feito várias propostas. Muitas das propostas mais antigas situam a Acádia no Eufrates, mas discussões mais recentes concluíram que uma localização no rio Tigre é mais provável. A identificação da Acádia com Sipar-Amnanum (moderna Tell ed-Der), ao longo do canal oposto a Sipar (moderna Tel Abu Haba) foi desacreditada com base em registros conflitantes em fontes cuneiformes. Nabonido, o último rei do Império Neobabilônico, menciona a restauração dos templos em Sipar-Amnanum e Acádia no mesmo texto, mostrando que foram lugares separados. Uma análise combinada de dados cuneiformes, topográficos e arqueológicos levou ao arqueólogo Harvey Weiss sugerir que a Acádia é a moderna Ishan Mizyad, um grande sítio a 5 km ao norte de Quis. Escavações realizadas em Ishan Mizyad, porém, mostraram que o sítio data do período de Ur III e não do período acadiano.
Discussões mais recentes têm dado enfoque a uma localização ao longo ou a leste do Tigre. Uma análise por Christophe Wall-Morana de cerca de 90 textos cuneiformes que mencionam a cidade da Acádia apontou para uma localização próximo da confluência do rio Diala com o Tigre. Wall-Morana usou informação histórica e arqueológica complementar para sugerir Tell Muhammad, no subúrbio sudeste de Bagdá, como o candidato mais provável para a Acádia. Investigações arqueológicas no sítio até agora conseguiram encontrar nenhuma evidência que remonte ao período acádio. O assiriólogo Julian Reade sugere que a Acádia poderia ter sido em Cadésia, mais ao norte ao longo do Tigre. Neste local, ao norte de Samarra e ao sul donde o rio Adeim se junta ao Tigre, um fragmento de uma estátua acadiana antiga (agora no Museu Britânico) foi encontrado e caso estivesse completa seria a maior de seu tipo. Sua proposta para identificar a Acádia em Cadésia suporta uma visão um pouco mais precoce do assiriólogo Aage Westenholz, que também conclui que a Acádia devia estar próximo da confluência do Adeim e o Tigre.